# Tar-Aldarion
Tar-Aldarion, que significa "Hijo de los Árboles" en la lengua quenya, es un personaje ficticio perteneciente al legendarium del escritor J. R. R. Tolkien. Es un Dúnadan de Númenor, hijo de Tar-Meneldur y Almarian. Nació en el año 700 de la Segunda Edad del Sol, con el nombre de Anardil ("Amante del Sol" o "Amigo del Sol"), pero al convertirse en rey pasó a llamarse Tar-Aldarion por el gran afecto que tenía a los árboles. Fue el sexto rey de Númenor a partir del año 883 y hasta el 1075 S. E., cuando cedió el cetro. Murió en el año 1098 S. E.

## Historia ficticia
De su matrimonio con Erendis nació su única hija, Ancalimë. Para que ella pudiera reinar, Tar-Aldarion cambió la ley de primogenitura, de forma que desde aquel momento, el mayor de los hijos del rey recibiría el cetro de Númenor, cualquiera que fuera su sexo.
Tar-Aldarion fue un gran marinero y a menudo se ausentaba durante largas temporadas de la isla, causando el disgusto de su esposa, que se quejaba de que un hombre no podía tener a Uinen, señora de los mares, y a otra mujer como esposas.
Fue un gran amigo del Rey Gil-galad de Lindon y de Círdan el Carpíntero de Barcos. De este último, Tar-Aldarion aprendió mucho acerca del arte de construir barcos y pobló Númenor con gran cantidad de árboles formando muchos bosques que alimentaban los astilleros numenoreanos. Además le regaló algunos mellyrn a Gil-galad, pero como en su tierra no crecían, Gil-galad se los dio a Galadriel que con su poder hizo que crecieran en Lothlórien junto al río Anduin, aunque nunca alcanzaron el mismo tamaño que los de Númenor.